# Iglesia de San Pascual (Madrid)
El monasterio e Iglesia de la Inmaculada y San Pascual, conocido simplemente como iglesia de San Pascual está en el número 11 del paseo de Recoletos de Madrid. El edificio fue proyectado en 1865 por Juan José de Urquijo y construido a partir de 1866 sobre el solar del antiguo convento de San Pascual.

## Historia

### Antiguo convento
El primitivo cenobio de la Inmaculada y San Pascual fue fundado en 1683 en el lado occidental de Recoletos. Se trataba de un típico edificio conventual barroco suprimido durante la desamortización de Mendizábal, en 1836, el convento es suprimido y convertido en almacén de maderas. Tras una vuelta de las religiosas, el Ayuntamiento realizó un proceso de expropiación y finalmente convino el derribo total del convento y nueva construcción. 

### Nuevo edificio
El nuevo inmueble, financiado con la indemnización resultante y por las arcas municipales, se ubicó en el mismo lugar pero retranqueado respecto a su posición original, dando lugar a un convento de menores dimensiones. Ante la escasez de recursos, parece que en primer lugar fue construida la zona residencial y tres o cuatro años más tarde la iglesia. El primer proyecto del nuevo edificio fue realizado por Urquijo y Gómez en 1863 y consistió en un pretencioso inmueble sumido en la tendencia ecléctica predominante, especialmente relacionado con las tradiciones románica y gótica, con ciertas influencias clasicistas. Dicho proyecto nunca llegó a ejecutarse, posiblemente por cuestiones presupuestarias, si bien el proyecto final mantuvo ciertas características del mismo, tales como las cubiertas y la planta de la iglesia.

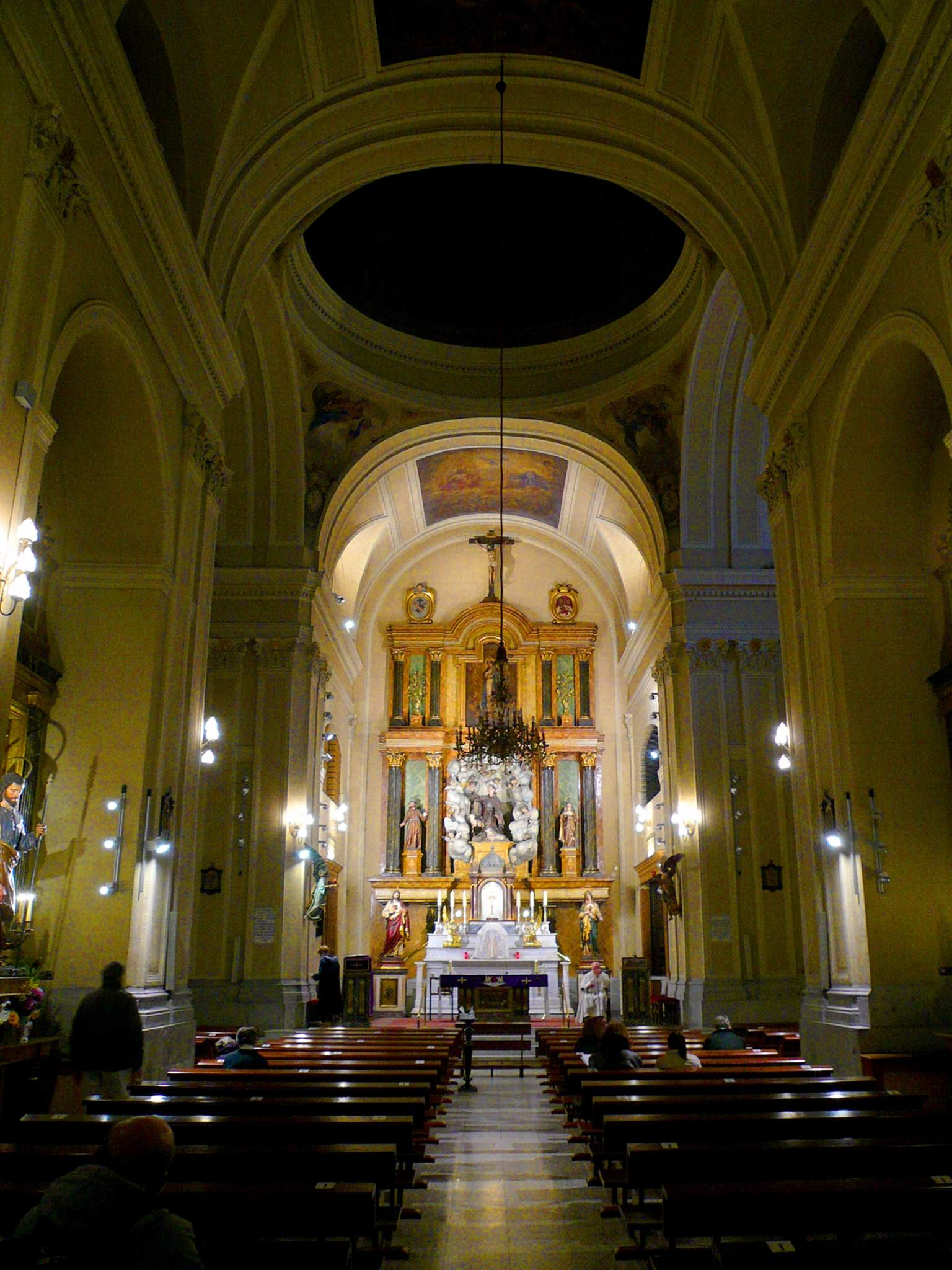
Aspecto del interior del templo

En consecuencia, fue realizado un segundo proyecto del que solo se conserva el diseño de la fachada, elaborado por Urquijo en 1865. Gracias a la documentación gráfica existente, generada principalmente a partir del ensanche de Recoletos, se puede concluir que el proyecto definitivo estuvo estrechamente relacionado con el primer convento del siglo XVII, dando lugar a un templo de inspiración neobarroca y corte clasicista, en el que se desechó el pujante estilo neogótico tan asociado a las construcciones religiosas de la segunda mitad del siglo XIX.
El proyecto final dispone el templo en el centro de la fachada principal, idéntica ubicación que en el convento barroco, en lugar de desplazarlo hacia el flanco Norte como proponía el proyecto de 1863; asimismo, mantiene ciertos elementos compositivos exigidos en la primera fachada barroca (escudos, arco de medio punto sostenido por pilastras cajeadas y la imagen de la Inmaculada), que dan continuidad al inmueble del siglo XVII. El diseño actual de la fachada, de corte más sobrio y contenido, aunaba diversas tendencias medievales, con cierta influencia del estilo gótico y de la tradición arquitectónica de la orden mendicante franciscana, con rosetón y piñón, si bien el resultado final también se vio modificado con respecto a las trazas de Urquijo de 1865. 
Con motivo del centenario de la beatificación de San Pascual Bailón en 1918 la iglesia fue decorada con pinturas murales en bóvedas y cúpula, obra de Manuel Garrido. 
Tanto el monasterio como la iglesia han sido intervenidos en diferentes momentos a lo largo del siglo XX. Se tienen noticias de los daños ocasionados en el convento durante la Guerra Civil, que motivaron una importante restauración en la década de 1940. En fechas posteriores existen dos expedientes de visado: En 1953 se sustituyó parte del forjado de cubierta y en 2008 se pinta la fachada. La iglesia fue restaurada a finales de la década de 1980, cuando fueron intervenidos los retablos y las pinturas murales.

## Protección
La Dirección General de Patrimonio Histórico de la Comunidad de Madrid, por Resolución de 23 de febrero de 2001, incoó expediente para la inclusión del monasterio e iglesia de la Inmaculada y San Pascual de Madrid en el Inventario de Bienes Culturales de la Comunidad de Madrid (BOCM de 11 de abril de 2011).